# Slavko Stančir
Slavko Stančir - Jurek (Budenec kraj Sesveta, 8. ožujka 1925. — Sesvetski Kraljevec, 30. lipnja 1944.) bio je sudionik Narodnooslobodilačke borbe i narodni heroj Jugoslavije.

## Životopis
Rođen je 1925. godine u Budencu kraj Sesveta. U vrlo ranoj dobi je počeo raditi kao tesar. Savez komunističke omladine Jugoslavije ga je već 1939. godine primio za svog člana.
Neposredno pred okupaciju, a posebno poslije kapitualcije Jugoslavije 1941., skupljao je oružje, municiju, sanitetski i drugi materijal. Raspančavao je ilegalni tisak i letke, sudjelovao u sabotažama i radio na okupljanju antifašistički raspoložene omladine. Narodnooslobodilačkom pokretu se priključio 1941. godine. Od srpnja se nalazio u jednoj omladinskoj grupi koja je djelovala na komunikaciji Zagreb-Varaždin.
U jesen 1942. godine, postao je tajnikom Kotarskog komiteta SKOJ-a u Svetom Ivanu Zelini, a kasnije i član Okružnog komiteta SKOJ-a za Zagreb. Iste godine postao je i član Komunističke partije Hrvatske. Kao skojevski rukovoditelj i pripadnik ilegalnih partizanskih skupina, organizirao je i vršio niz akcija protiv neprijatelja u okolici Zagreba. Tako je polovinom 1943. godine s još četiri omladinca na putu između Zagreba i Dugog Sela napao kolonu ustaške žandarmerije. U toj akciji, ubili su nekoliko ustaša. Stančir je od 1942. do smrti 1944. godine, bio jedan od poznatijih partizanskih diverzanata u okolici Zagreba.
Neke od ostalih akcija koje je uspešno izvršio bile su paljenje veće količine pšenice za ustaše i napad na automobil s njemačkim časnicima na putu između Zagreba i Varaždina. Tom je prilikom bio ubijen njemački general, a nekoliko je časnika bilo ranjeno.
Stančir je organizirao i stalne omladinske udarne grupe, s kojima je operirao u Kraljevcu, Žerjavincu, Planini, Glavnici, Bunjaku i drugim selima. Ove su grupe izvršile niz uspješnih akcija u kojima su oduzimale neprijatelju oružje. Posebno je bila zapažena akcija udarne omladinske grupe rušenja telefonsko-telegrafskih stupova kod sela Žeravice.
Stančir je u proljeće 1943. organizirao i slao nove borce u partizane. Njegova posljednja akcija bila je početkom 1944. godine, kada je zaustavio promet na putu prema Svetom Ivanu Zelini. Tom prilikom zarobio je nekoliko neprijateljskih vojnika i časnika, ali ga je uskoro opkolila ustaška žandarmerija iz Cerja. Slavko je pružio otpor, ali su ga ranjenog ustaše uhvatili. Bio je podvrgnut mučenju i ispitivan. Pošto nisu od njega mogli dobiti informacije, ustaše su ga objesili na željezničkoj postaji u Sesvetskom Kraljevcu, 30. lipnja 1944. godine.
Ukazom predsjednika Federativne Narodne Republike Jugoslavije Josipa Broza Tita, 27. studenog 1953. godine, proglašen je za narodnog heroja.